# Фторид нептуния(IV)-калия
Фторид нептуния(IV)-калия — неорганическое соединение,
комплексная соль калия, нептуния и плавиковой кислоты с формулой KNp2F9,
ярко-зелёные кристаллы,
не растворяется в воде.

## Получение
- Добавление плавиковой кислоты к растворам солей нептуния(IV) и калия:

{\displaystyle {\mathsf {KCl+2NpCl_{4}+9HF\ {\xrightarrow {}}\ KNp_{2}F_{9}\downarrow +9HCl}}}

## Физические свойства
Фторид нептуния(IV)-калия образует ярко-зелёные кристаллы ромбической сингонии, пространственная группа P nma, параметры ячейки a = 0,863 нм, b = 1,143 нм, c = 0,701 нм, Z = 4.
Не растворяется в воде.